# 鹿伏站
鹿伏站（日语：／ Shishibuse eki */?）是位於香川縣木田郡平井町鹿伏，高松琴平電氣鐵道（琴電）的長尾線車站，現時已經廢止。
車站位於平木站與白山站中央，現時位於學園通站東邊鹿伏中央平交道附近。

## 歷史
確實的車站啟用、廢止日期不明
- 1915年（大正4年） - 高松電氣軌道車站啟用[1]。
- 1943年（昭和18年） 
  - 日期不詳 - 暫停服務[2]。
  - 11月1日 - 公司合併，成為高松琴平電氣鐵道長尾線車站。
- 1948年（昭和23年）11月 - 車站廢止。

## 車站構造
車站是一座地面車站，設有1面1線的單式月台。

## 相鄰車站
高松琴平電氣鐵道
長尾線
平木－妙德寺－（學園通）－鹿伏－白山

## 注腳
1. ↑  在當年2月的旅行資訊中沒有記述此站，在3月記述此站。
2. ↑  在1942年的旅行資訊中記述了此站，在1946年7月記述了車站暫停服務。
3. ↑  在此站廢止前此站還未啟用